# Kristallisatie

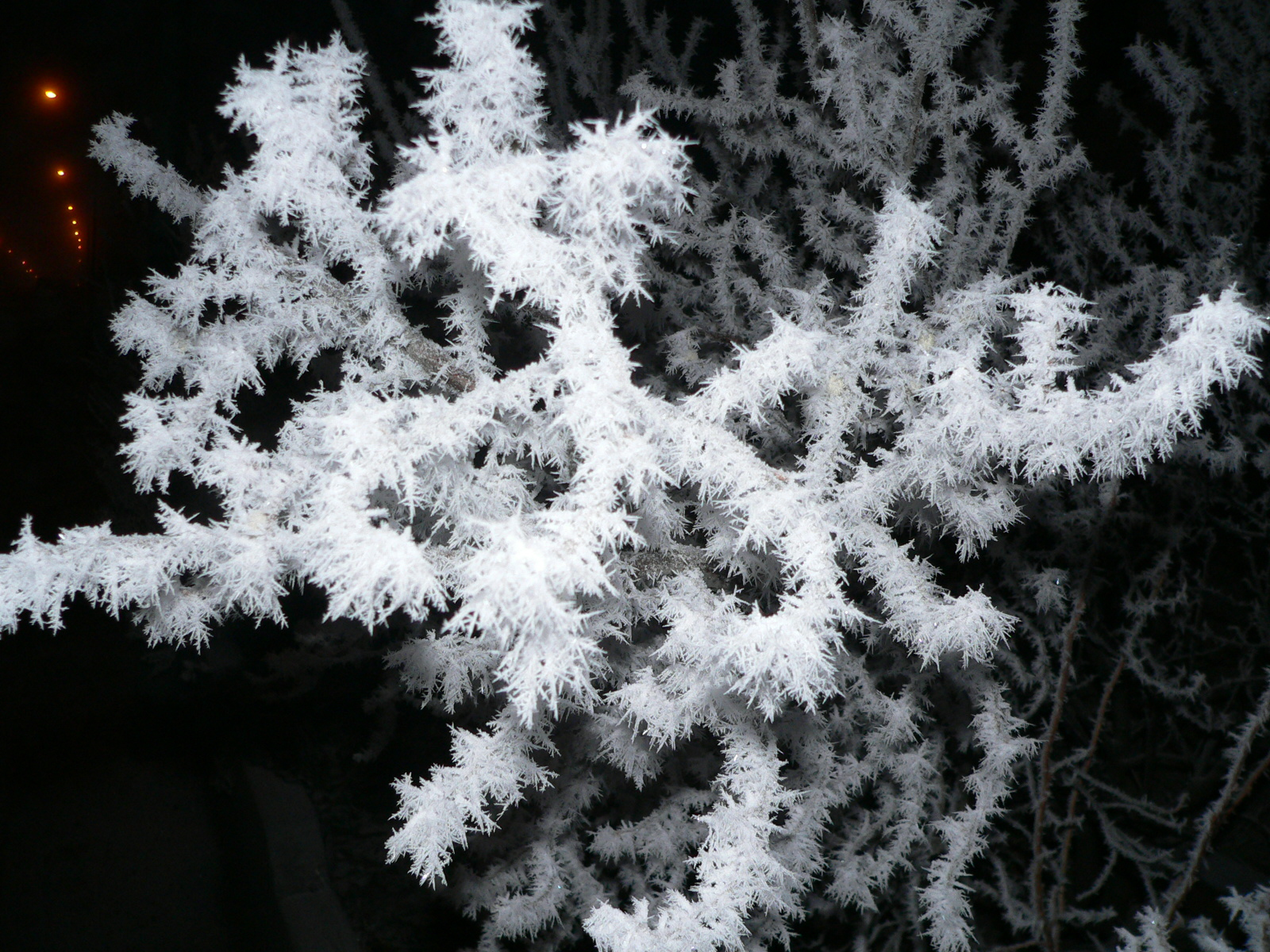
Kristallisatie van ijskristallen op een struik na een nachtvorst bij hoge luchtvochtigheid.

Kristallisatie of kristalgroei is een ordeningsproces waarbij een vaste fase met translatiesymmetrie (een kristal) ontstaat.
Kristalgroei kan onder een aantal verschillende omstandigheden plaatsvinden:
1. Vanuit de vloeistof van dezelfde chemische verbinding (smelt). Een goed voorbeeld is de vorming van ijs vanuit water wanneer het bevriest;
2. Vanuit een oplossing wanneer deze oververzadigd raakt. Een voorbeeld is de kristallen van wijnsteenzuur die men soms op de kurk van een wijnfles aantreft;
3. Vanuit de dampfase wanneer deze oververzadigd raakt. De vorming van rijp uit vochtige lucht is een goed voorbeeld.
4. Vanuit een andere kristallijne stof. Tinpest is een goed voorbeeld.

## Drijvende kracht
Bij al deze processen is kenmerkend dat er een bepaalde kritische parameter (temperatuur, concentratie of dampdruk) overschreden dient te worden om het kristallisatieproces thermodynamisch mogelijk te maken. Bij kristallisatie wordt uit een vloeistof (oplossing of smelt) een vaste stof met een geordende kristalstructuur gevormd. De drijvende kracht voor deze faseovergang, en dus de drijvende kracht voor kristallisatie is een verschil in chemische potentiaal van de vloeistoffase en de vaste fase:
{\displaystyle \Delta \mu =\mu _{vloeistof}-\mu _{vaste\,stof}}
Voor {\displaystyle \Delta }μ, het verschil in chemische potentiaal tussen de vaste en vloeibare fasen, zijn er drie mogelijkheden:
- {\displaystyle \Delta }μ{\displaystyle >0}: De chemische potentiaal van de vaste fase is kleiner dan die van de vloeibare fase: er is sprake van een oververzadigde oplossing en er vindt kristallisatie plaats.
- {\displaystyle \Delta }μ{\displaystyle =0}: De chemische potentialen van de vaste en vloeibare fasen zijn even groot, er is daarom sprake van een thermodynamisch evenwicht. Men spreekt van een verzadigde oplossing, μvloeistof{\displaystyle -}μvaste stof.
- {\displaystyle \Delta }μ{\displaystyle <0}: De chemische potentiaal van de vloeibare fase is kleiner dan die van de vaste fase, men spreekt van een onderverzadigde oplossing en er vindt geen kristallisatie plaats. De vaste fase lost juist op.

Hoewel de {\displaystyle \Delta \mu } de enige juiste maat voor de drijvende kracht voor kristallisatie is, wordt in de praktijk vaak de oververzadiging gebruikt, uitgedrukt in een concentratieverschil of een temperatuursverschil met de verzadigde oplossing.
Bij het ontstaan en groeien van kristallen zijn verschillende fluxen van belang. De viskeuze stroming van materiaal langs het kristal en de diffusie van geschikte deeltjes (in een systeem met meerdere componenten) naar het kristal toe bepalen de aanvoer van nieuwe deeltjes. Daarnaast kan de aan- en afvoer van energie in de vorm van warmte (een warmtestroom) van belang zijn.

## Nucleatie en groei
Het rankschikkingsproces waarbij moleculen of atomen zich ordenen verloopt in het algemeen in twee fasen. Eerst moet een groeikern of nucleus gevormd worden (nucleatie). Als deze kern er eenmaal is kunnen meer en meer deeltjes zich geordend op de kern nestelen en zo wordt het kristal groter (groei). Naarmate het stollingsproces verder verloopt zullen er duidelijk van elkaar te onderscheiden gebieden ontstaan, dit worden korrels genoemd. Er wordt daarom ook wel gesproken over korrelgroei in plaats van kristalgroei.
Het nucleatieproces kan onderverdeeld worden in twee afzonderlijke processen: primaire (homogene en heterogene) nucleatie en secundaire nucleatie. In het geval van primaire nucleatie vindt vorming van de kernen plaats vanuit een heldere oplossing waarin zich nog geen kristallen bevinden. Bij primaire homogene nucleatie vindt spontane kernvorming plaats terwijl bij heterogene nucleatie een invloed van buitenaf (bijvoorbeeld een stofdeeltje) tot nucleatie leidt. Secundaire nucleatie is het proces waarbij reeds aanwezige kristallen als nucleus optreden. Dit gebeurt door botsingen van kristallen onderling of met de containerwand waarbij deeltjes van de kristallen afbreken en tot nieuwe kristallen uitgroeien. Een andere mogelijke aanleiding tot secundaire nucleatie is het los raken van uitstekende delen van kristallen als gevolg van schuifspanning van de vloeistof waarin de kristallen zich bevinden. Secundaire nucleatie kan niet plaatsvinden in een stilstaande oplossing.
Een nucleus is slechts enkele atomen groot, maar deze atomen liggen reeds in de structuur van de te vormen kristalfase. Bij het opbouwen van een kristalrooster zullen de buitenste atomen, die nog niet aan alle zijden verbindingen hebben, een hogere vrije energie bezitten. Atomen die zich aan de grensvlakken van kristallen bevinden zijn om die reden minder stabiel dan atomen binnenin een kristal, een verschijnsel dat vrije oppervlakte-energie genoemd wordt. Hoe groter het oppervlak van een kristal ten opzichte van het volume, des te hoger de totale vrije energie van het kristal. Kleinere kristallen hebben een relatief groot oppervlak vergeleken met hun volume en zijn daarom minder stabiel dan grotere. Een nucleatiekern is daarom een zeer instabiel fenomeen. Zelfs als de kristalfase zelf thermodynamisch stabiel is, kan kristallisatie uitblijven omdat de vrije oppervlakte-energie van de nucleatiekernen nog te groot is. Zo is het mogelijk dat water onderkoeld raakt onder het smeltpunt van 0 °C.
Wanneer aan een homogene onderkoelde vloeistof waarin geen kristallisatie optreedt een groeikern wordt toegevoegd (een entkristal), treedt over het algemeen plotseling kristalgroei op. Een natriumacetaat-verwarmertje werkt op dit principe.

## Industriële kristallisatie
In industriële kristallisatieprocessen zijn de kristalgrootteverdeling (Crystal Size Distribution of CSD) en de zuiverheid van het product belangrijke procesparameters. Aangezien de kristalgrootte invloed heeft op verdere verwerking (filtreren, wassen en drogen) is het van groot belang dat de kristalgrootteverdeling voorspelbaar en reproduceerbaar is.
Het rankschikkingsproces waarbij moleculen of atomen zich ordenen verloopt in het algemeen in twee fasen. Eerst moet een groeikern of nucleus gevormd worden (nucleatie). Als deze kern er eenmaal is kunnen meer en meer deeltjes zich geordend op de kern nestelen en zo wordt het kristal groter (groei).
Het nucleatieproces kan onderverdeeld worden in twee afzonderlijke processen: primaire of homogene nucleatie en secundaire of heterogene nucleatie. In het geval van primaire nucleatie vindt vorming van de kernen plaats vanuit een heldere oplossing. Secundaire nucleatie is het proces waarbij aanwezige grensvlakken met andere fasen, bijvoorbeeld aanwezige kristallen van andere stoffen of de rand van een container waarin het systeem zich bevindt, als nucleus optreden.
Een nucleus is slechts enkele atomen groot, maar deze atomen liggen reeds in de structuur van de te vormen kristalfase. Bij het opbouwen van een kristalrooster zullen de buitenste atomen, die nog niet aan alle zijden verbindingen hebben, een hogere vrije energie bezitten. Atomen die zich aan de grensvlakken van kristallen bevinden zijn om die reden minder stabiel dan atomen binnenin een kristal, een verschijnsel dat vrije oppervlakte-energie genoemd wordt. Hoe groter het oppervlak van een kristal ten opzichte van het volume, des te hoger de totale vrije energie van het kristal. Kleinere kristallen hebben een relatief groot oppervlak vergeleken met hun volume en zijn daarom minder stabiel dan grotere. Een nucleatiekern is daarom een zeer instabiel fenomeen. Zelfs als de kristalfase zelf thermodynamisch stabiel is, kan kristallisatie uitblijven omdat de vrije oppervlakte-energie van de nucleatiekernen nog te groot is. Zo is het mogelijk dat water onderkoeld raakt onder het smeltpunt van 0 °C.
Wanneer aan een homogene onderkoelde vloeistof waarin geen kristallisatie optreedt een groeikern wordt toegevoegd (een entkristal), treedt over het algemeen plotseling kristalgroei op. Een natriumacetaat-verwarmertje werkt op dit principe. Het rankschikkingsproces waarbij moleculen of atomen zich ordenen verloopt in het algemeen in twee fasen. Eerst moet een groeikern of nucleus gevormd worden (nucleatie). Als deze kern er eenmaal is kunnen meer en meer deeltjes zich geordend op de kern nestelen en zo wordt het kristal groter (groei).

## Zuivering
Kristallisatie wordt onder andere als een zuiveringsproces gebruikt in de scheikunde, dit heet omkristallisatie.